# Villa Nesci
Villa Nesci è una storica costruzione ubicata in via Reggio Campi, nella parte collinare del centro storico della città. La ricchezza plastico-decorativa, felice ricerca chiaroscurale nell'alternanza degli sbalzi scultorei, sottolineano la grazia e l'eleganza compositivo-architettonica dell'edificio, caratterizzata dalla sinuosità della linea dei prospetti, tipica espressione dello stile liberty.

## Descrizione architettonica

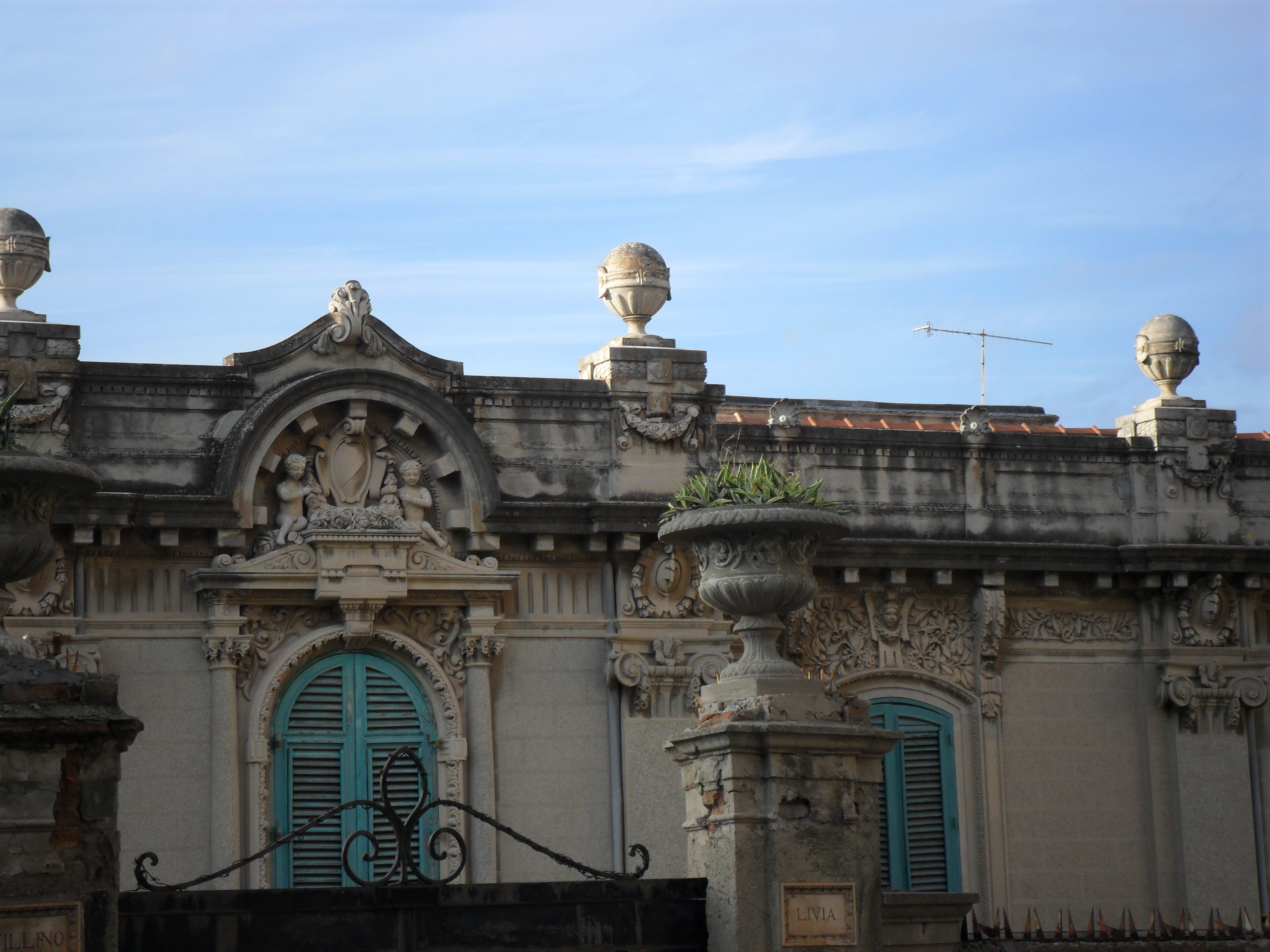
Decori della facciata.

All'interno di un grande giardino privato, perimetrato da un lungo muro a mattoni, sorge il villino Nesci, costruzione del periodo successivo al terremoto del 1908. In puro stile liberty, la costruzione rappresenta uno dei più bei esempi di espressività decorativa che raggiungono il massimo grado nelle decorazioni degli architravi delle aperture ad arco a tutto sesto, degli ampi balconi sostenuti da colonne e dei cornicioni della parte sommitale dell'edificio. Affascinante è la ricchezza dei decori delle finestre realizzati anche grazie all'uso di una nuova tecnica di modellazione della malta, del cemento (materia prima per la costruzione dei decori e degli intonaci dell'epoca) e della pietra artificiale. Quest'ultima, ottenuta miscelando malta di cemento con sabbia ed inerti di marmo o travertino, utilizzata soprattutto per i basamenti e per gli elementi decorativi, levigata e lucidata per le colonne ad imitazione del marmo. Villino Nesci, ha una tale accuratezza e buona fattura della pietra artificiale da essere giunto ad oggi in ottime condizioni a distanza di quasi un secolo. Le finestre ed i portali sono sormontate da fregi con motivi floreali, incorniciate da colonne e lesene piatte con capitelli classici, impreziosite di particolari plastico-decorativi di raro equilibrio compositivo. I prospetti, studiati con sobrietà distributiva nell'alternanza dei vuoti e dei pieni e nell'eleganza dei pilastri e delle colonne, appaiono ricercati sia nei cornicioni decorati che nelle inferriate. Particolari risultano il cornicione di gronda che in corrispondenza delle finestre si innalza formando un timpano semicircolare al cui interno si trovano lo stemma nobiliare della famiglia con al lato una coppia di putti e la balaustra, scandita da una serie di pilastrini decorati con festoncini appuntati e sormontati da alcuni elementi architettonici rappresentati da acroteri a conchiglietta e da grandi vasi contenenti globi in pietra.